# Dorsal Pacífic-Antàrtica
La dorsal Pacífic-Antàrtica (DPA) és un límit divergent de plaques tectòniques situada al fons del sud de l'oceà Pacífic, separant la placa pacífica de la placa antàrtica.
La dispersió de les ones sísmiques que es propaguen al llarg de la Dorsal Pacífic-Antàrtica indica que l'escorça té un gruix de 6 a 7 km sota la Dorsal i és lleugerament més prima sota les aigües profundes adjacents. En l'estació Hallett es registren fortes ones Love procedents dels terratrèmols de la dorsal del Pacífic-Antàrtic, mentre que es registren fortes ones Rayleigh procedents dels de la dorsal del Pacífic Oriental; aquesta diferència s'atribueix a la font més que al mitjà. L'estructura de la dorsal del Pacífic-Antàrtic sembla ser intermèdia entre les oposades per altres treballadors per a la dorsal del Pacífic Oriental i la dorsal de l'Atlàntic Mitjà.

## La cadena Louisville

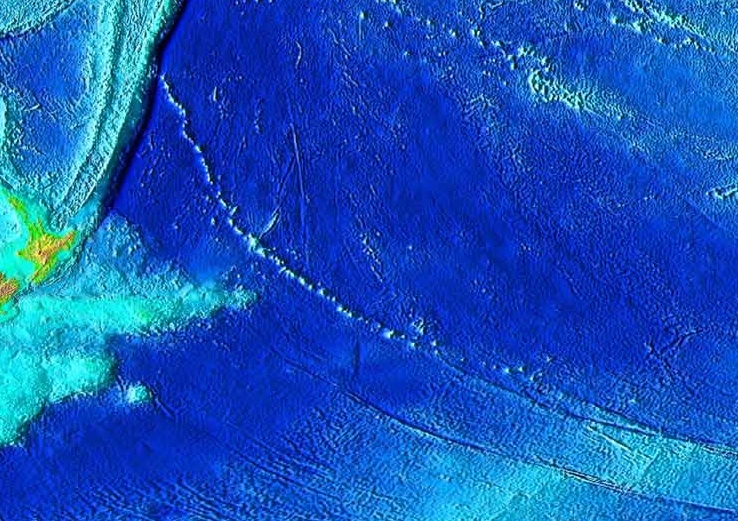
La cadena Louisville

S'estén al llarg d'uns 4000 a 4300 km de longitud, 500-1000 i fins a 1500 km d'amplària al nord-oest des de la Serralada Pacífic-Antàrtica fins al Mont Osbourn a Tonga i Kermadec Junction. Les profunditats predominants per sobre de la cresta són de 2500-3000 m, la profunditat mínima és de 878 m i els pendents són relativament suaus.
Hi ha una llarga línia de muntanyes submarines anomenada cadena Louisville, la cadena més llarga d'aquest tipus en el Pacífic, que es creu que es va formar a partir de la placa del Pacífic lliscant sobre un centre de llarga vida de magma emergent anomenat el punt d'accés de Louisville.
La principal característica que els distingeix d'altres crestes de la línia mitjana és l'ample més gran, menys dissecció i una zona de ruptura menys pronunciada. En l'estructura, les zones de falles passants i congostos associats tenen un paper important, que tallen la cresta en segments separats i permeten la lliure penetració de les aigües fredes del fons del sud en les conques situades al nord.

## Comparació de la Dorsal Pacífic-Antàrtica amb altres dorsals mig oceàniques
Les dorsals mig oceàniques no tenen totes les mateixes estructures. Els experiments de refracció sísmica realitzats per Raitt i Shor, i recollits per Menard (1960), mostren que sota la cresta de la Dorsal del Pacífic Oriental es troben velocitats de 7-5 km/seg a una profunditat de 4,5 km per sota del sòl marí. Menard associa aquesta roca amb el mantell terrestre, encara que la velocitat és inferior a l'habitual. Per tant, postula un aprimament de l'escorça per sota de la cresta de l'Elevació, que associa amb el cinturó d'alt flux tèrmic assenyalat per Von Herzen (1959). Els estudis de la dispersió al llarg de l'elevació del Pacífic Oriental per Kovach i Press (1961) donen un gruix de l'escorça comparable (5 km), encara que aquest resultat està subjecte a la incertesa inherent als estudis d'ones Rayleigh sobre zones oceàniques. Els treballs realitzats no mostren cap aprimament de l'escorça sota la Dorsal Pacífic-Antàrtica; fins i tot sembla que la profunditat indicada de la base de l'escorça, és, si potser, més gran sota la Dorsal que sota els oceans circumdants.
Ewing i Ewing (1959) van descobrir mitjançant experiments de refracció que la Dorsal mesoatlàntica consisteix en una capa de material amb velocitat 5-15 km/seg i un gruix de 2-5 km, sobre el qual es troba un material amb una velocitat de 7-2-7-4 km/s. Aquestes velocitats són inusuals per a l'escorça oceànica, i Ewing i Ewing van suggerir que el material subjacent era una mescla de mantell i roques de l'escorça. Talwani, Heezen i Worzel (1961) van descobrir que l'anomalia gravitatòria en aire lliure era lleugerament positiva en tota la Dorsal, i que l'anomalia de Bouguer tenia un valor mínim sobre la cresta. Van demostrar que això és consistent amb una profunditat d'uns 22 km fins al nivell de les velocitats normals del mantell del mantell normal, sempre que hi hagi un cert engruiximent de la capa de 5-15 km/s a la regió de la cresta.
La Dorsal del Pacífic Oriental és més àmplia i suau que la Dorsal de l'Atlàntic Mitjà. En molts llocs de la Dorsal Mesoatlántica s'ha observat una esquerda central, però no s'ha trobat en la Dorsal del Pacífic Oriental. No obstant això, s'han trobat alts valors de flux de calor prop de les crestes de totes dues dorsals (Von Herzen i Uyeda, 1963). La dorsal del Pacífic-Antàrtic té algunes característiques en comú amb la dorsal atlàntica central, i unes altres amb la dorsal del Pacífic oriental. Igual que la Dorsal Mesoatlántica, és rugosa topogràfica i magnèticament (Adams i Christoffel, 1962), però s'assembla a la dorsal del Pacífic oriental per no tenir una esquerda mitjana (Heezen, 1962). La dorsal pacífic-antàrtica no sembla, tenir la inusual estructura de l'escorça de la dorsal mig-atlàntica.
Com va informar Sykes (1963), hi ha una aparent bretxa que separa els terratrèmols de la dorsal pacífic-antàrtica (Grup 1) dels de la Dorsal del Pacífic Oriental (Grup 2); els terratrèmols de les dues regions també difereixen en la mena d'ona dispersiva dominant registrada en l'estació Hallett.

## El paper de la dorsal Pacífic-Antàrtica en l'establiment de l'extensió cap al nord del gel marí antàrtic
Per entendre millor l'oceanografia de l'oceà Austral, és crucial monitorar el gel marí antàrtic. De l'anàlisi de les dades de concentració de gel marí obtingudes per satèl·lit entre 2002 i 2020 per determinar l'extensió del gel marí i examinar les seves variacions a la regió del Pacífic de l'oceà Antàrtic. Els resultats indiquen la presència recurrent d'una protuberància de gel marí que s'estén fins a les coordenades 60° S i 150° O durant els mesos d'hivern. També s'ha investigat la influència de la dorsal Pacífic-Antàrtica en aquesta dinàmica.
Les dades revelen que la dorsal Pacífic-Antàrtica impulsa una desviació cap al nord del front del corrent circumpolar antàrtic meridional, que acompanya un augment en la extensió del gel marí. A més, la dorsal Pacífic-Antàrtica actua com a barrera per a les trajectòries dels remolins, restringint la seva interacció amb el gel marí. En el sector entre 160°W i 135°W, aquests factors contribueixen a un augment mitjà anual del gel marí de 61.000 km², superant les zones tant al nord com al sud.

## Evolució de la dorsal Pacífic-Antàrtica al sud de la zona de fractura d'Udintsev
A prop dels pols de rotació d'Euler de les plaques del Pacífic i de l'Antàrtida, es detecten petites alteracions en la cinemàtica de les plaques, afectant la morfologia i la geometria de la dorsal Pacífic-Antàrtica al sud de la zona de fractura d'Udintsev. Les dades batimètriques i magnètiques indiquen que les rotacions en sentit horari entre les plaques del Pacífic i de l'Antàrtida en els últims 6 milions d'anys han provocat l'expansió del rift o la connexió de segments de cresta. Això ha generat transicions de falles transformants a centres d'extensió més grans. Aquesta reorganització axial bimodal s'ha desplaçat cap al sud durant els últims 30 a 35 milions d'anys, deixant marques en el fons marí en una estructura en forma de V que abasta 1.000 quilòmetres al sud de la zona de fractura d'Udintsev.